# Indy Grand Prix of Alabama
Honda Indy Grand Prix of Alabama — один из этапов IndyCar Series.
Проводится в США, в городе Бирмингем, на трассе Barber Motorsports Park. Используемый круг имеет длину 3,83 км, содержbn 15 поворотов .
Официальное объявление о включении этапа в календарь серии состоялось 27 июля 2009. Инаугурационный этап серии прошёл 9-11 апреля 2010. Права на проведения здесь этапа на 2010—2012 годы куплены компанией Zoom Motorsports. Трибуны автодрома могут вмешать до 100 000 зрителей. Экономический эффект от проведения этапа достигает 30 млн. долларов.

## История
Впервые о проведении гонки IRL на BMP заговорили в 2007 году, когда лига проводила здесь свои тестовые заезды. Предполагалось, что эти тесты послужат одним из факторов во включении или не включении этапа в Бирмингеме в календарь-2009. В июле 2008-го, IRL выпустила календарь на будущий сезон, включив туда две новые гонки — в Лонг-Бич и в Торонто, а Барбер пока остался вне его. Однако бирмингемские официальные лица утверждали, что BMP стоит одним из первых в листе ожидания на 2010-й год.
В марте 2009 года Барбер был выбран для полноценной трёхднёвной тестовой сессии серии. Официальные лица по прежнему уверяли, что хотят провести здесь гонку — невдалеке от американского отделения компании Honda (производителя двигателей для серии) (в Линкольне).
Окно в календаре для этапа образовалось после разрыва отношений серии с Гран-при Детройта. Первоначально Zoom Motorsports мог провести этап уже в 2009-м, но позднее было принято решение о проведении первого этапа только в 2010-м. Объявив о проведения этапа, IRL подчеркнул, что одним из основных факторов в выборе именно Бирмингема была поддержка этапа со стороны властей города и штата.

## Победители прошлых лет

### IndyCar Series
| Сезон     | Дата         | Победитель                       | Шасси                            | Двигатель                        | Команда                          | Гонка                            |
| --------- | ------------ | -------------------------------- | -------------------------------- | -------------------------------- | -------------------------------- | -------------------------------- |
| 2010      | 11 апреля    | Элио Кастроневес                 | Dallara                          | Honda                            | Team Penske                      | Отчёт                            |
| 2011      | 10 апреля    | Уилл Пауэр                       | Dallara                          | Honda                            | Team Penske                      | Отчёт                            |
| 2012      | 1 апреля     | Уилл Пауэр                       | Dallara                          | Chevrolet                        | Team Penske                      | Отчёт                            |
| 2013      | 7 апреля     | Райан Хантер-Рей                 | Dallara                          | Chevrolet                        | Andretti Autosport               | Отчёт                            |
| 2014      | 27 апреля    | Райан Хантер-Рей                 | Dallara                          | Honda                            | Andretti Autosport               | Отчёт                            |
| 2015      | 26 апреля    | Джозеф Ньюгарден                 | Dallara                          | Chevrolet                        | CFH Racing                       | Отчёт                            |
| 2016      | 24 апреля    | Симон Пажено                     | Dallara                          | Chevrolet                        | Team Penske                      | Отчёт                            |
| 2017      | 23 апреля    | Джозеф Ньюгарден                 | Dallara                          | Chevrolet                        | Team Penske                      | Отчёт                            |
| 2018      | 22/23 апреля | Джозеф Ньюгарден                 | Dallara                          | Chevrolet                        | Team Penske                      | Отчёт                            |
| 2019      | 7 апреля     | Такума Сато                      | Dallara                          | Honda                            | Rahal Letterman Lanigan Racing   | Отчёт                            |
| 2020      | 5 апреля     | Отменена из-за пандемии COVID-19 | Отменена из-за пандемии COVID-19 | Отменена из-за пандемии COVID-19 | Отменена из-за пандемии COVID-19 | Отменена из-за пандемии COVID-19 |
| 2021      | 18 апреля    | Алекс Палоу                      | Dallara                          | Honda                            | Chip Ganassi Racing              | Отчёт                            |
| Источник: |              |                                  |                                  |                                  |                                  |                                  |

### Indy Lights
| Сезон     | Дата      | Победитель                     |
| --------- | --------- | ------------------------------ |
| 2010      | 11 апреля | Жан-Карл Верне                 |
| 2011      | 10 апреля | Виктор Гарсия                  |
| 2012      | 1 апреля  | Себастьян Сааведра             |
| 2013      | 7 апреля  | Карлос Муньос                  |
| 2014      | 26 апреля | Зак Вич                        |
| 2014      | 27 апреля | Габби Чавес                    |
| 2015      | 25 апреля | Спенсер Пигот                  |
| 2015      | 26 апреля | Спенсер Пигот                  |
| 2016      | 22 апреля | Нико Жамин                     |
| 2016      | 23 апреля | Колтон Херта                   |
| 2017      | 21 апреля | Эд Джонс                       |
| 2017      | 22 апреля | Сантьяго Уррутия               |
| 2018      | 21 апреля | Патрисио О'Уорд                |
| 2018      | 22 апреля | Патрисио О'Уорд                |
| 2020      | 4 апреля  | Отмена из-за пандемии COVID-19 |
| 2020      | 5 апреля  | Отмена из-за пандемии COVID-19 |
| 2021      | 17 апреля | Линус Лундквист                |
| 2021      | 18 апреля | Дэвид Малукас                  |
| Источник: |           |                                |